# Rosa × alba
Hybride
Parent  hypoth. A  de l'hybridation 
  Rosa canina 
×

Parent hypoth. B de l'hybridation 
  Rosa × damascena 
Classification phylogénétique
Le Rosier blanc, Rosa × alba, est une espèce de plantes à fleurs de la famille des Rosaceae. C'est un nom collectif pour un hybride de rosier originaire d'Europe où elle est connue depuis l'Antiquité et cultivée depuis la Renaissance. C'est en fait un groupe d'hybrides dont la parenté est incertaine, probablement issus de croisements entre Rosa gallica × Rosa corymbifera ou bien Rosa × damascena × Rosa canina,.
Synonyme : Rosa × alba L. var. semiplena hort.

## Description

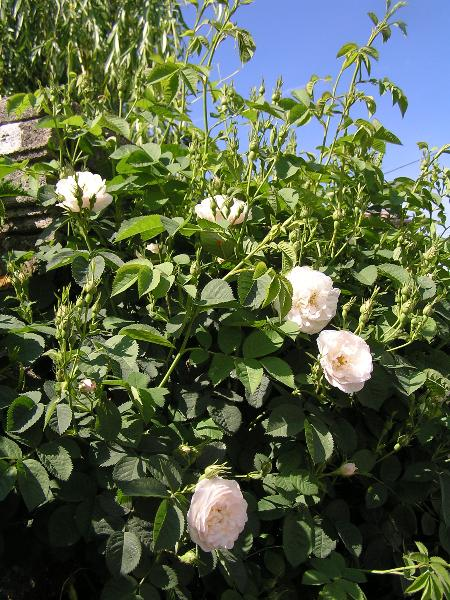
Rosa × alba.

C'est un arbuste à port dressé, à feuilles caduques, de deux mètres de haut environ, relativement rustique.
Les feuilles imparipennées comptent de cinq folioles ovales ou arrondies de cinq centimètres de long environ, au bord serré, sans poils glandulaires.
Les fleurs blanches et odorantes, de 6 à 8 centimètres de diamètre, sont simples (cinq pétales) ou doubles ; elles sont groupées en corymbes de 2 à 7 fleurs et apparaissent en début d'été (floraison non remontante).
Les fruits sont des cynorrhodons globuleux à oblongs de 1,2 cm de diamètre, rouges à maturité.
Il s'agit d'un arbuste extrêmement résistant au froid rigoureux et aux maladies du rosier. Il est donc utilisé pour créer de nouvelles variétés adaptées au climat du nord, comme en Scandinavie, en Russie ou au Canada. Il tolère aussi l'ombre ou la mi-ombre. On le trouve parfois dans des zones semi-sauvages. Ce rosier est commun en Allemagne, parfois ce sont des cultivars anciens revenus à l'état sauvage.

## Variétés cultivées
- Rosa × alba
- Rosa × alba 'Semiplena', rose blanche d'York, déjà cultivée par les Romains, qui existe encore à l'état sauvage dans le Kurdistan,
- Rosa × alba 'Maxima', ou rose des Jacobites, sport de 'Semiplena', à grandes fleurs blanches doubles,
- Rosa × alba 'Incarnata', ou 'La Royale', à fleurs rose clair presque doubles, très ancienne.

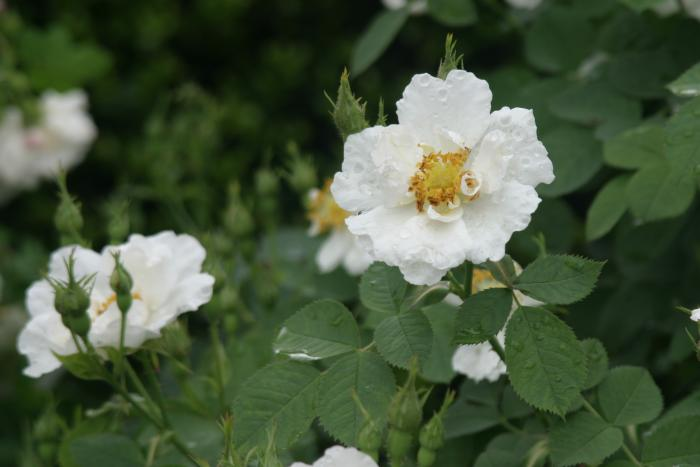
Rosa × alba 'Semi-plena', la rose blanche d'York.

## Hybrides
- 'Blanche de Belgique', à fleurs d'un blanc immaculé,
- 'Celestial', à fleurs demi-doubles rose pâle,
- 'Cuisse de Nymphe', 'Cuisse de Nymphe émue' et 'Petite Cuisse de Nymphe', à fleurs très doubles rose pâle,
- 'Félicité Parmentier', à grosses fleurs rose pâle,
- 'Madame Plantier', à fleurs blanches,
- 'Pompon Parfait' ou 'Pompon Blanc Parfait',
- 'Reine du Danemark', de couleur rose chair,
- 'York et Lancaster' (pour certains Rosa × damascena 'versicolor'), à grandes fleurs roses et blanches[3].

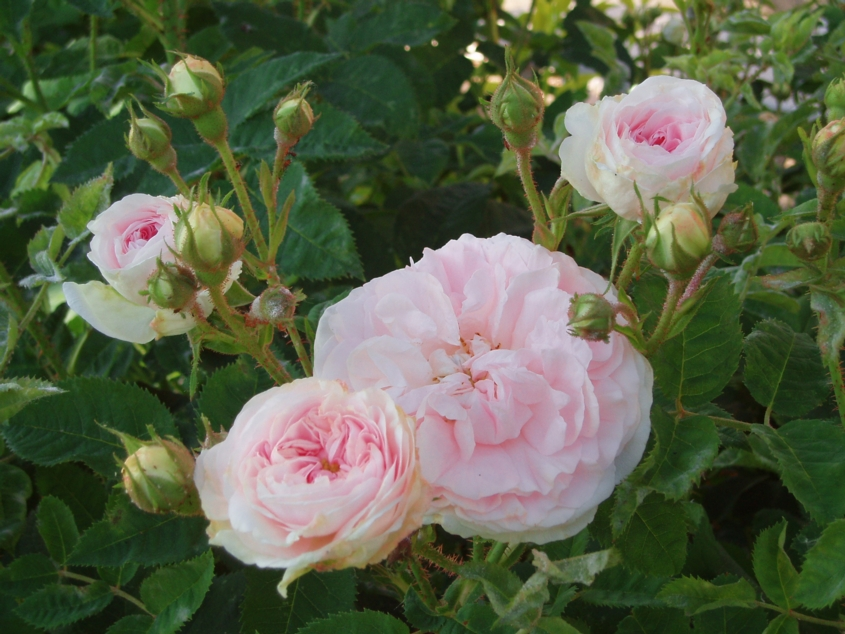
‘Cuisse de Nymphe émue’.